# Fjodor Voitolovskij
Fjodor Genrischovitj Voitolovskij (ryska: Фёдор Генрихович Войтоловский, engelska Feodor G. Voitolovsky), född 13 april 1979 i Moskva i Sovjetunionen, är en rysk statsvetare.
Fjodor Voitolovskij är son till ekonomen och geografen Genrisch Voitolovsij (1930–2011) och barnbarnsbarn till läkaren och publicisten Lev Voitolovskij (1875–1941). Han tog kandidatexamen i statsvetenskap på Moskvas universitet 2001. Därefter studerade han vid Primakov Institute of World Economy and International Relations under Ryska vetenskapsakademin  (IMEMO RAS) och disputerade 2004. År 2013 disputerade han i statsvetenskap med avhandlingen "Идеология и практика атлантизма во вечерник" ("Atlanticismens ideologi och praktik i USA:s utrikespolik").
År 2017 blev han chef för Primakov Institute of World Economy and International Relations vid Ryska vetenskapsakademin. Han är också professor vid avdelningen för tillämpad analys av internationella problem vid Moskvas statliga institut för internationella relationer vid Rysslands utrikesministerium. 

## Ledamot i SIPRI:s styrelse
Sveriges regering beslöt den 15 april 2021 att utse Fjodor Voitolovskij som ledamot av styrelsen för SIPRI på ett förordnande till april 2026. Han satt kvar i styrelsen till september 2023, då hans ledamotskap "pausades" enligt SIPRI.